# Michaelskirche (Berlin)
Die evangelische Michaelskirche befindet sich im Berliner Ortsteil Schöneberg des Bezirks Tempelhof-Schöneberg an der Bessemerstraße nahe dem Alboinplatz. Sie wurde 1956 eingeweiht und steht unter Denkmalschutz.

## Entstehungsgeschichte

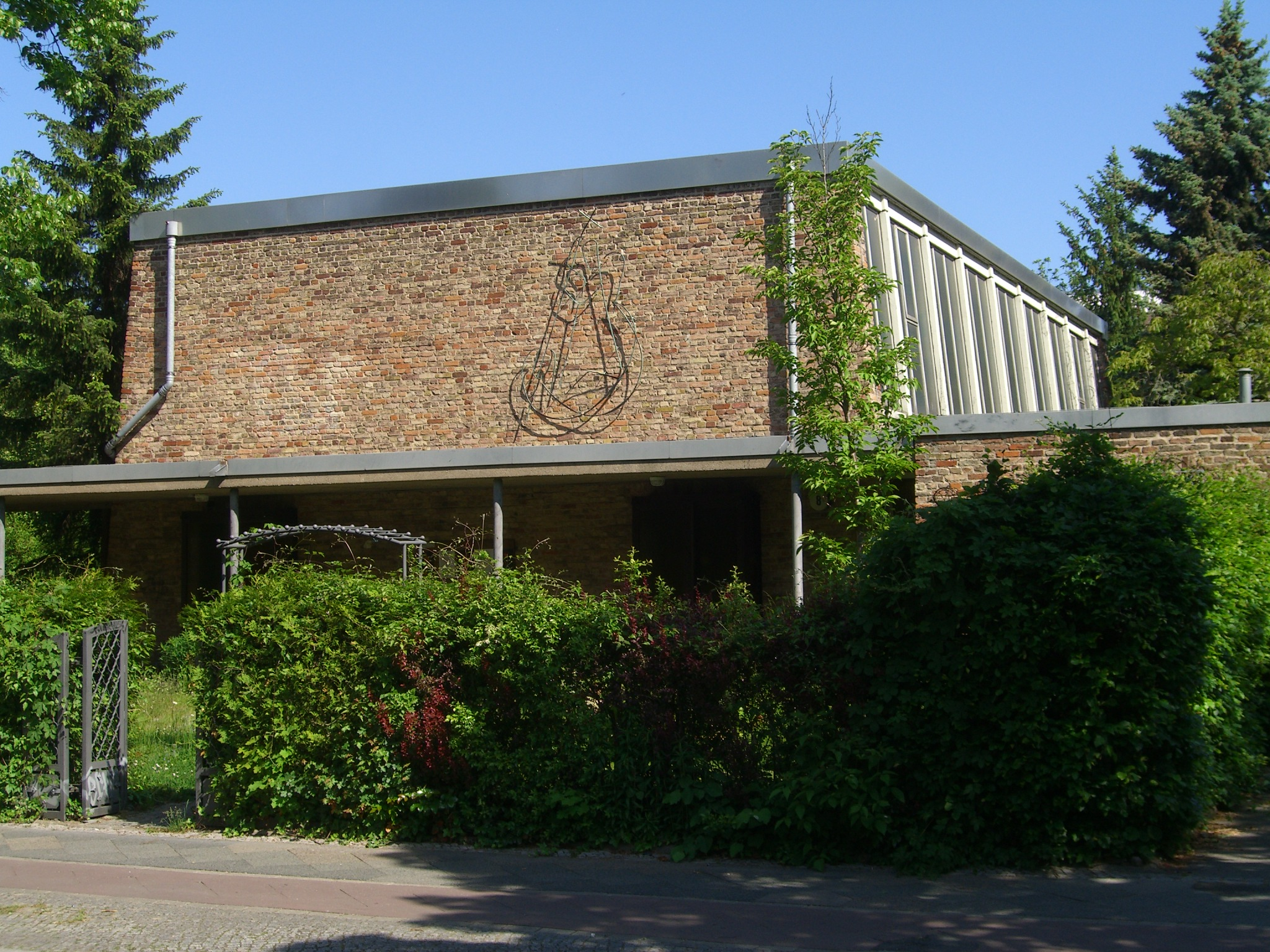
Ansicht der Kirche von Süd-Osten

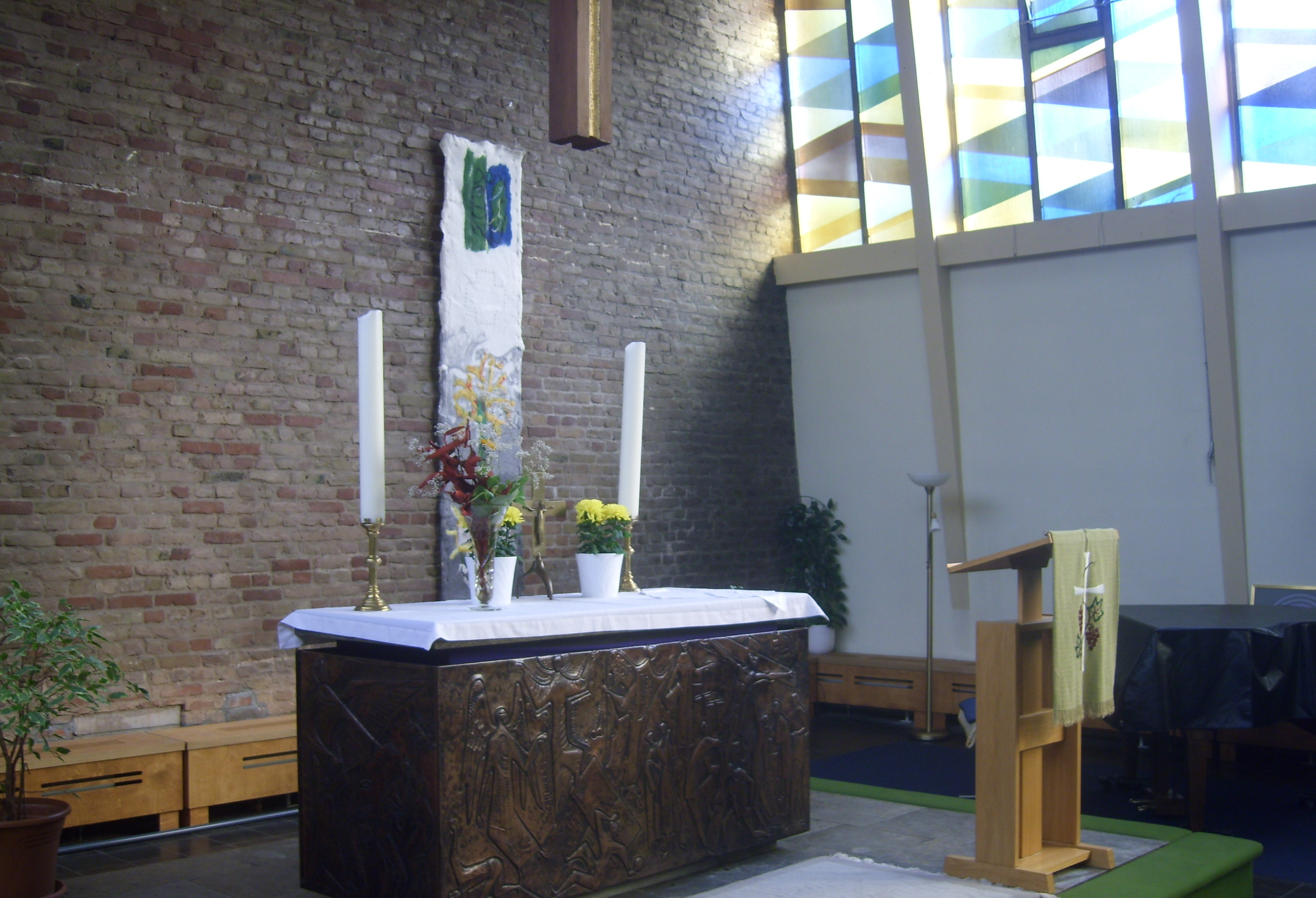
Blick auf den Altar

Die Berliner Stadtsynode erwarb 1917 ein Baugrundstück, um darauf ein Kirchengebäude – vor allem für die Bewohner der neu entstehenden Siedlung Lindenhof – errichten zu können. Erste Entwürfe lieferte der damalige Stadtbaurat der Stadt Schöneberg Martin Wagner, die jedoch wegen des durch seinen Oberbürgermeister Alexander Dominicus ausgesprochenen Bauverbots nicht umgesetzt wurden. Der Kirchenbau konnte erst im Jahr 1955 begonnen werden. Die Gläubigen vom Lindenhof gehörten bis dahin zur Königin-Luise-Gedächtnis-Gemeinde und hielten ihre Gottesdienste entweder in einer nahe gelegenen Schule oder in der Friedhofskapelle des II. Städtischen Friedhofs Eythstraße. Ihre neu entstandene Gemeinde wurde später nach dem Erzengel Michael Michaelskirchengemeinde benannt.

## Baubeschreibung
Der 1955/1956 entstandene Bau aus Berliner Trümmersteinen wurde von den Architekten F. O. Seeger und Günther Kohlhaus als Saalkirche im Architekturstil der Nachkriegsmoderne erbaut, das aus einer Kombination von sichtbaren Elementen des Stahlbetonskelettbaus und schnörkellosen Fassaden aus unverputzten Backsteinflächen besteht. In der Ansicht von der Eythstraße entspricht der Bau einem aufgestellten gleichschenkligen Trapez, das auf der Westseite durch angrenzende Glockenturm und auf der Ostseite durch die Sakristei erweitert ist. Der frei stehende Glockenturm ist durch eine Pergola aus Sichtbeton mit dem Gottesdienstraum verbunden.
Das Bauensemble wurde 1964 durch den Bau eines Gemeindehauses nach Plänen von Günther Kohlhaus vervollständigt. Hier befinden sich Gemeindebüros und der Gemeindesaal im Obergeschoss. Das Gemeindehaus ist über die Bessemerstraße zugänglich.

## Ausstattung
Die Saalkirche auf rechteckigem Grundriss zeigt innen das Stahlbetonskelett mit schräg gestellten Stützen, die ein Zelt versinnbildlichen sollen. Die schlichte Innenraumgestaltung wird dominiert durch die beiden in Überlappungstechnik erstellten farbigen Fensterbänder im oberen Teil der Außenwände. Ein rechteckiger, mit Kupferblech beschlagener Altar mit Szenen der Heilslehre sowie ein gleichartig gestaltetes Taufbecken mit der Inschrift „Empfangt den Heiligen Geist“ bilden den Chorraum. Eine moderne Orgel komplettiert die Ausstattung.

## Geläut
Im Turm hängt ein Bronzegeläut aus drei Glocken, das von der nicht mehr bestehenden Glockengießerei Feldmann & Marschel aus Münster hergestellt wurde.
| Gießjahr | Schlagton | Gewicht (kg) | Durchmesser (cm) | Höhe (cm) | Inschrift                    |
| -------- | --------- | ------------ | ---------------- | --------- | ---------------------------- |
| 1956     | h         | 284          | 077              | 66        | FÜR GOTTESFURCHT RUFE ICH.   |
| 1956     | d         | 161          | 066              | 54        | ZUR NÄCHSTENLIEBE MAHNE ICH. |
| 1959     | g         | 588          | 104              | 84        | ZUM FRIEDEN GELEITE ICH.     |